# Demetrio Albertini
Demetrio Albertini (Besana in Brianza, Milà, 23 d'agost de 1971) és un exfutbolista internacional italià. Va desenvolupar la major part de la seva carrera com a centrecampista a l'AC Milan i a la selecció italiana.

## Palmarès

### Campionats nacionals
- Sèrie A (5):

AC Milan: 1991-1992, 1992-1993, 1993-1994, 1995-1996, 1998-1999
- Supercopa italiana (4):

AC Milan: 1988, 1992, 1993, 1994
- Copa italiana (1):

SS Lazio: 2003-2004
- Primera Divisió (1):

FC Barcelona: 2004-2005
- Supercopa espanyola (1):

FC Barcelona: 2005

### Campionats internacionals
- Lliga de Campions (3):

AC Milan: 1988-1989, 1989-1990, 1993-1994
- Copa Intercontinental (1):

AC Milan: 1989
- Supercopa europea (3):

AC Milan: 1989, 1990, 1994